# Razdolni (Txepíguinskaia)
|  | Per a altres significats, vegeu «Razdolni». |

Razdolni - Раздольный (rus) és un possiólok del krai de Krasnodar, a Rússia. Es troba al liman Lebiaji del riu Beissug, a 14 km al nord-oest de Briukhovétskaia i a 96 km al nord de Krasnodar, la capital.
Pertany al municipi de Txepíguinskaia.